# Stöcksjö
Stöcksjö is een plaats in de gemeente Umeå in het landschap Västerbotten en de provincie Västerbottens län in Zweden. De plaats heeft 205 inwoners (2005) en een oppervlakte van 39 hectare. Door de iets van tien kilometer ten zuiden van de stad Umeå gelegen plaats loopt de Europese weg 4.